# Matej Jurčo
Matej Jurčo (født 8. august 1984 i Poprad) er en slovakisk tidligere professionel landevejscykelrytter. Han cyklede bl.a. for det italienske hold Team Milram. Matej Jurčo er firedobbelt slovakisk mester i enkeltstart, og i 2008 blev han også slovakisk mester i landevejsløb.